# 로런 코즐로
로런 앨리스 코즐로(영어: Lauren Alice Koslow, 1953년 3월 9일 ~ )는 미국의 배우이다. 장수 연속극 《우리 생애 나날들》에서 케이트 로버츠 역을 연기했다.

## 출연 작품
- 노블리 (2000)
- 비앤비 (1987)
- 더 영 앤 더 레스트리스 (1973)
- 우리 생애 나날들 (1965)